# Nehemiah Pritchett
Nehemiah Pritchett (Jackson, 11 febbraio 2001) è un giocatore di football americano statunitense che milita nel ruolo di cornerback per i Seattle Seahawks della National Football League (NFL).

## Carriera universitaria
Pritchett mise a segno 93 tackle, un sack e due intercetti nel corso di quattro stagioni ad Auburn. Nel 2022 disputò tutte le partite come titolare, facendo registrare 37 placcaggi, 8 passaggi deviati e un fumble forzato. Nel 2021 segnò un touchdown da 80 yard su un field goal bloccato. Alla fine della stagione 2022 annunciò che avrebbe fatto ritorno ad Auburn piuttosto che rendersi eleggibile per il Draft NFL 2023. Nell'ultima stagione quando in marcatura diretta concesse agli avversari solo 12 ricezioni, il minor numero di tutta la Southeastern Conference.

## Carriera professionistica

### Seattle Seahawks
Pritchett fu scelto nel corso del quinto giro (136º assoluto) del Draft NFL 2024 dai Seattle Seahawks. Debuttò come professionista subentrando nella gara del primo turno vinta contro i Denver Broncos. La sua stagione da rookie si concluse con 12 placcaggi e un passaggio deviato in 10 presenze, di cui una come titolare.